# Hans Puggaard (affärsman)

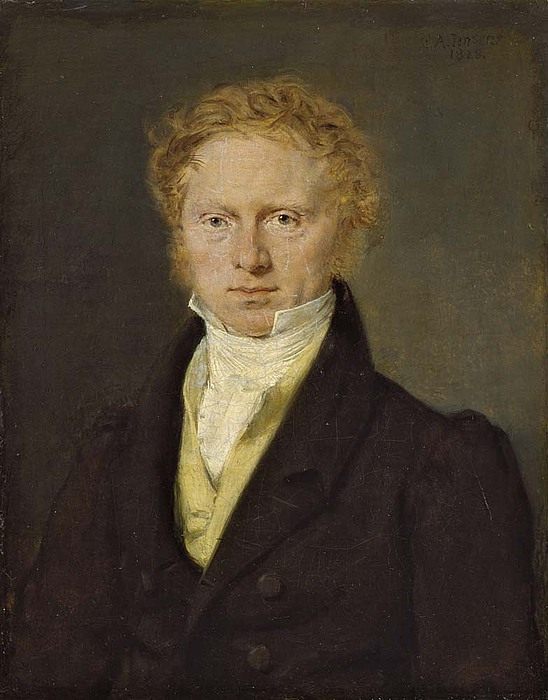
Hans Puggaard, porträtterad av Christian Albrecht Jensen 1828.

Hans Puggaard, född den 3 september 1788 i Köpenhamn, död där den 8 april 1866, var en dansk affärsman. Han var son till Thomas Hansen Puggaard och far till Christopher Puggaard. 
Puggaard var efter sin konfirmation skrivare hos en dispaschör, tog därefter lantmätarexamen och blev 1809 kopist på Frederiksværks kontor. Åren 1810 och 1812 ledsagade han verkets chef, Tscherning, i hemliga missioner för Fredrik VI till Sverige och nyttjade tillfället till att knyta affärsförbindelser. Efter en resa till England tog han 1813 burskap som grosshandlare och grundade en affärsverksamhet, som utvidgades efter kriget. Puggaard gifte sig 1816 med Bolette Hage, en dotter till köpmannen Christopher Friedenreich Hage i Stege och kom också i hänseende till sina affärer i nära förbindelse med Hages familj. År 1832 upprättade Puggaard en filial i Nakskov, som styrdes av hans svåger Alfred Hage, men några år senare begav sig denne till Köpenhamn som kompanjon vid huvudkontoret, medan ledningen av filialen i Nakskov överläts till hans bror Christopher. Efter Alfred Hages ankomst utvidgades verksamheten mycket betydligt. Den bestod väsentligen i införsel av kolonialvaror och handel med säd, särskilt utförsel av vete till England i förbindelse med skeppsrederi. Förhållandet mellan de båda svågrarna utvecklade sig inte lyckligt, och följden därav blev, att ledningen efterhand övergick till Hage, som var den mest energiske och begåvade av dem. Puggaard drog sig mer och mer tillbaka från den aktiva ledningen och tillbragte en stor del av sin tid på långa resor till Italien. Affärsverksamheten övergick senare till hans son Rudolph Puggaard. I Köpenhamn och på sitt lantställe vid Ordrup höll Puggaard ett mycket gästfritt hus, som i hans konstintresserade och konstförständiga hustrus livstid besöktes av tidens framstående konstnärer. Senare, särskilt efter att Orla Lehmann blivit hans svärson, samlades de ledande politikerna av alla partier hos honom. Själv var Puggaard 1854–1858 och 1861–1864 folketingsman och 1864–1866 medlem av riksrådets landsting. Han samlade efterhand en stor förmögenhet och använde en inte ringa del av den till välgörenhet. Han understödde behövande studerande, hantverkare och arbetare och skänkte 1853 200 000 kronor till ett legat för köpenhamnska gossebarns uppfostran och genom testamente ett liknande legat till flickebarns uppfostran.